# ラサ川

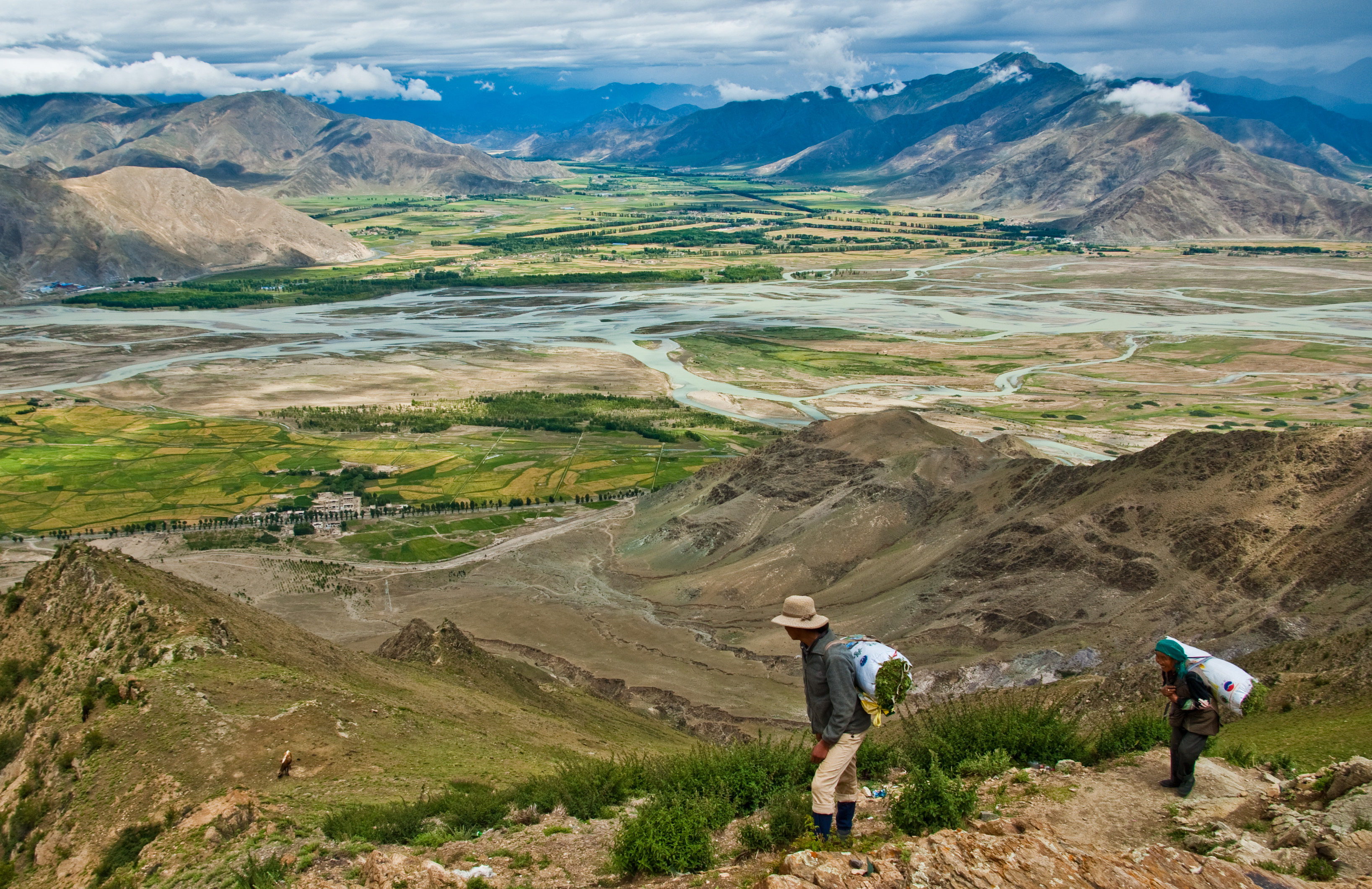
ガンデン寺近くの巡礼路から北西方面へラサ川を望む。

ラサ川（ラサがわ、སྐྱིད་ཆུ་ sKyid chu、中国語: 拉萨河、英語: Lhasa River）は中国チベット自治区にある川で、ラサ市の北東郊外に源を発して、ラサ市街区の南を東から西へ流れて、ニェンチェンタンラ山脈からの川も合わせて、すぐ南のチュシュル県（曲水県）でヤルンツァンポ川に流入する。全長は551 kmである。 
青蔵鉄道の建設に併せて、ラサ川特大橋が建設されている。 